# Pałac w Łażanach
Pałac w Łażanach – zabytkowy pałac w Łażanach – wsi w Polsce, w województwie dolnośląskim, w powiecie świdnickim, w gminie Żarów.

## Historia
Historia obiektu sięga XIV w. Ówczesny dwór obronny (zamek wodny) był siedzibą rodów von Seidlitz de Lazan oraz von Mühlheim-Puschke do 1595 r. Główną część, istniejącą do dziś, wznieśli  Zedlitzowie do 1622 r. Powstał wtedy renesansowy czteroskrzydłowy dwór z wewnętrznym dziedzińcem arkadowym, na wyspie otoczonej fosą. W początku XVIII w.  wzniesiono barokowy pałac, przebudowany w połowie XVIII i pocz. XIX w. Zachowano jedynie renesansowe portale. Od tego czasu piętrowy pałac krył dach dwuspadowy. W XVIII w. to siedziba Nicolasa Augusta Burghaussa. Podczas II wojny światowej dach pałacu został uszkodzony. Zniszczeń dokończyła do 1946 r. Armia Czerwona, będąca zarządcą budynku. Obiekt jest częścią zespołu pałacowego, w skład którego wchodzi jeszcze park.

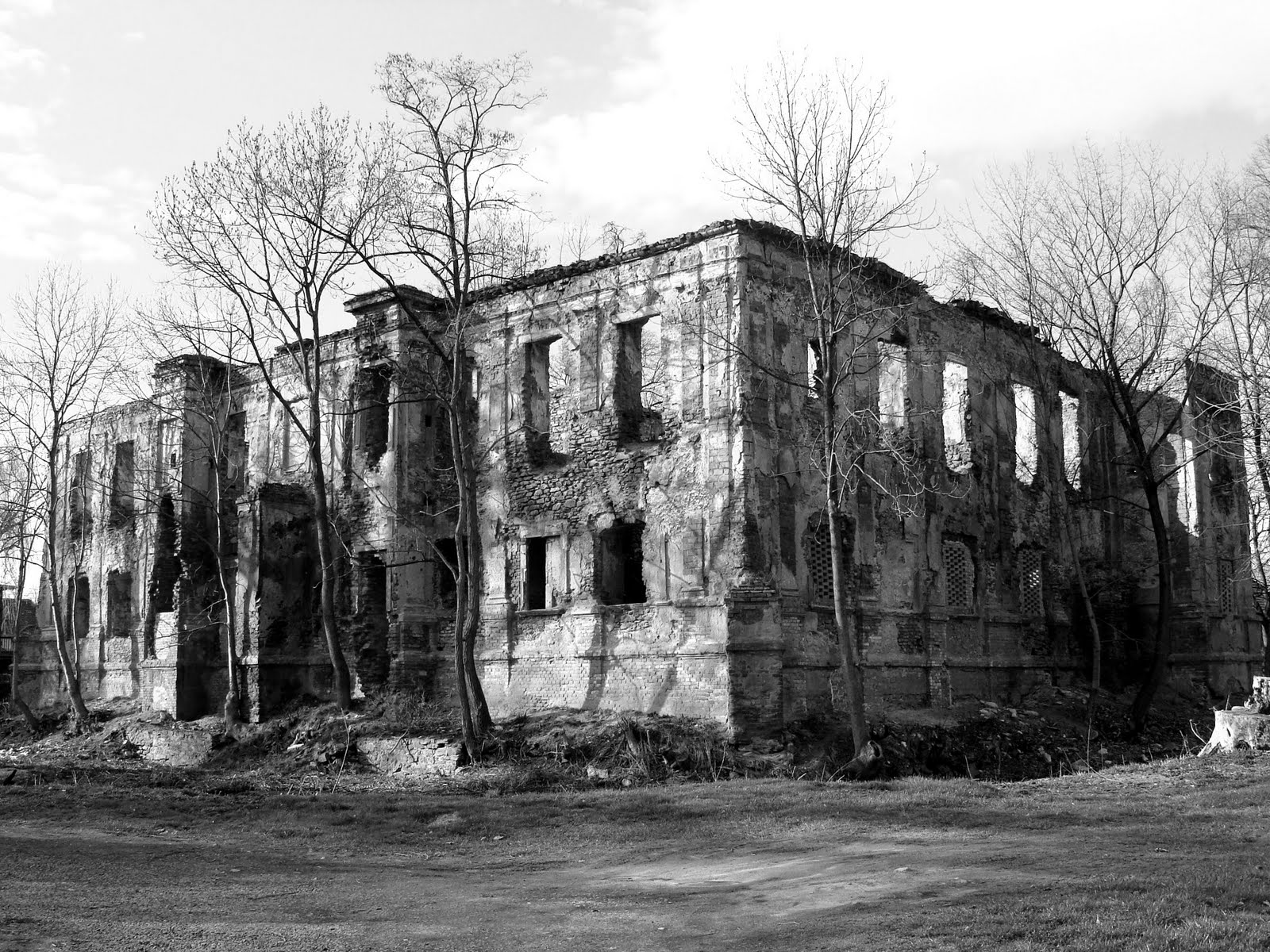
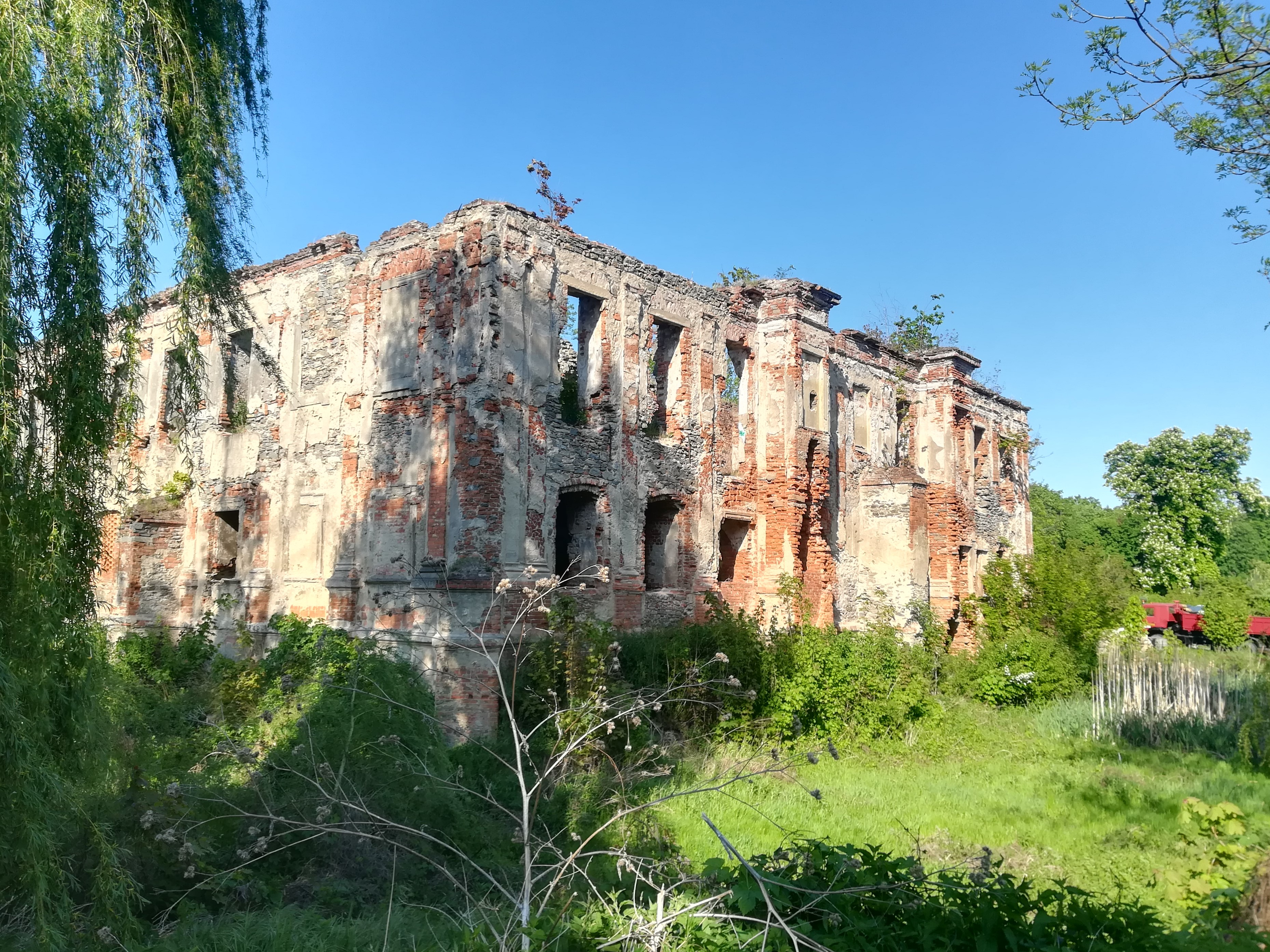
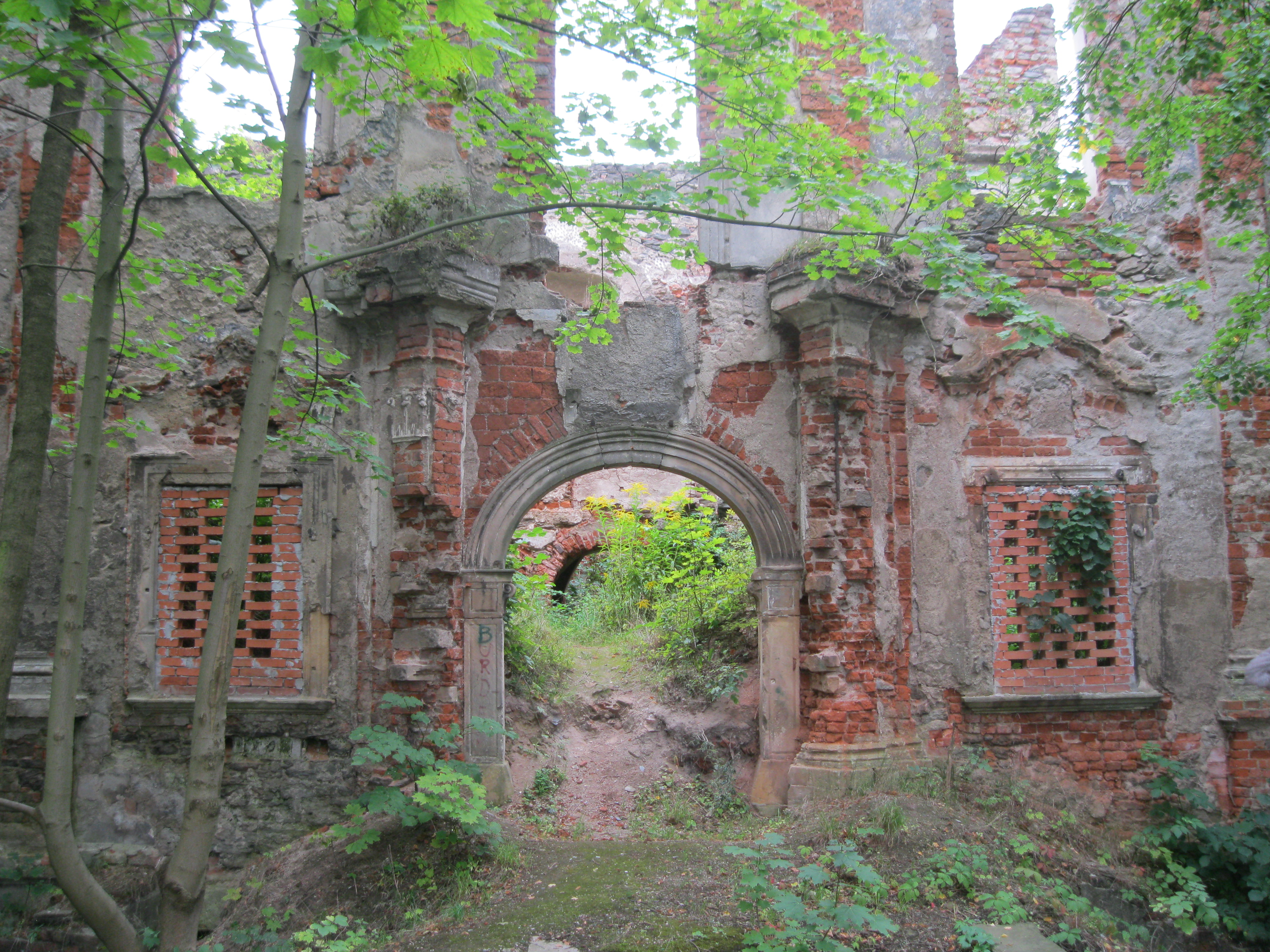
Wejście do pałacu, obecnie
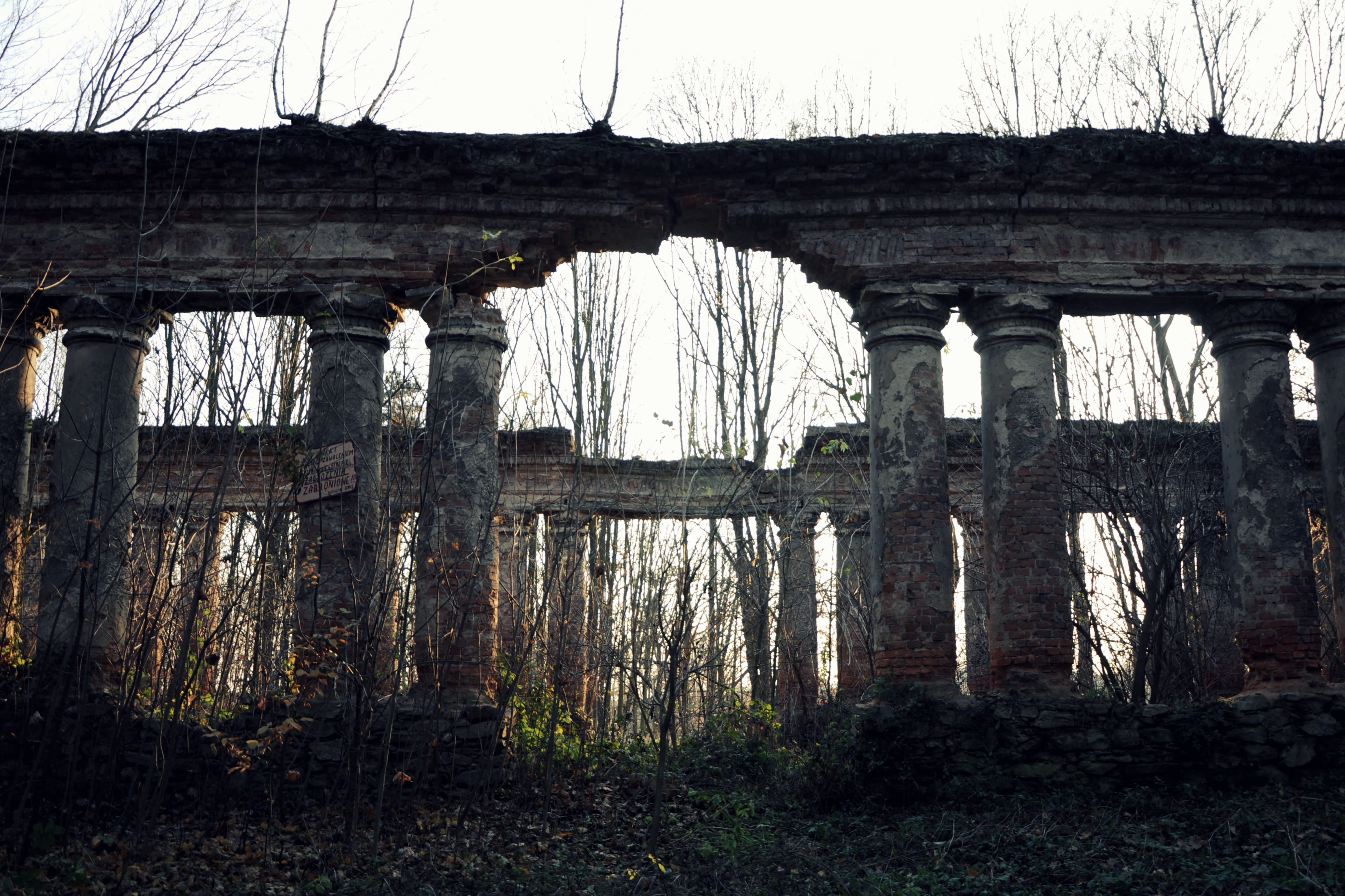